# ألين إيزميندي
ألين إيزميندي (بالإسبانية: Alain Eizmendi) (10 يونيو 1990 ببياساين في إسبانيا - ) هو لاعب كرة قدم إسباني في مركز جناح ‏. لعب مع أتلتيك بيلباو ب وريال سوسيداد ب وريال سوسيداد ونادي إيبار ونادي ليغانيس.

## وصلات خارجية
- ألين إيزميندي على موقع قاعدة بيانات كرة القدم.إي يو (الإنجليزية)
- ألين إيزميندي على موقع Soccerbase.com (لاعب) (الإنجليزية)
- ألين إيزميندي على موقع Soccerway.com (الإنجليزية)
- ألين إيزميندي على موقع AS.com (الإسبانية)